# Saab 9-4X
La Saab 9-4X est un crossover compact développé par le constructeur suédois Saab. Présenté dans sa version finale au salon automobile de Los Angeles 2010, sa commercialisation n'aura duré que quelques mois en 2011.

## Développement
Le projet 9-4X démarre en 2006 sous l'ère GM, à la suite de l'abandon en 2005 du projet 9-6X consécutif à la rupture d'avec Subaru, qui devait initialement utiliser une base B9 Tribeca. Le constructeur le destinait avant tout au marché nord-américain. C'est à l'ingénieur Saab Peter Dörrich, aujourd'hui revenu chez Saab Automobile, que GM confie le développement combiné du 9-4X et du Cadillac SRX. L'ingénieur s'inspirera de la plate-forme GM Theta Premium pour les deux véhicules, qu'il va tout de même profondément modifier pour en faire une architecture traction ; avec transmission intégrale Haldex. Il sera assemblé au Mexique dans l'usine GM de Ramos Arizpe. Le prototype aux lignes extérieures dessinées par Anthony Lo, très abouti, est présenté en janvier 2008 au salon automobile de Détroit, sous la désignation 9-4X BioPower Concept. Développé en étroite collaboration avec l'équipe du Saab Brand Center suédois, il s'inspire largement des lignes maîtresses du concept Aero-X et inaugure un moteur BioPower 2.0 de 300 ch alimenté en E85, avec une transmission intégrale Haldex de quatrième génération. À l'intérieur, le tableau de bord et la console centrale préfigurent ce qui sera également le cockpit de la nouvelle 9-5. Sa ligne autorise un {\displaystyle C_{x}} de 0,38.
Mais en 2009 GM est en proie à de terribles difficultés financières. Mis en faillite, le constructeur américain décide de dissoudre plusieurs marques, dont Saab. Le zèle mondial et passionné des clients Saab, et les différentes offres proposées, permettront finalement sa vente. L'acquéreur néerlandais Spyker Cars négociera, entre autres, la poursuite du projet 9-4X. Il réapparaîtra en 2010, avec la production de 49 modèles en janvier, et entamera sa production commerciale en 2011 dans l'usine mexicaine de GM, en parallèle avec son frère le Cadillac SRX. La commercialisation nord-américaine commença dès le printemps 2011 ; quelques modèles parviendront en Europe à partir d'août de la même année à titre de présentation seulement.
À l'instar de la nouvelle 9-5, ses sièges avant sont équipés d'appuis-tête actifs de troisième génération SAHR3 et d'écrans vidéo pour les places arrière. L'air conditionné tri-zone ventile la cabine tandis que l'ambiance sonore peut être diffusée par un dispositif surround. L'accès au véhicule et le démarrage se font sans clef. Une caméra de recul sécurise les manœuvres.

## Motorisations
Le 2.8t twinscroll géré par le boîtier Bosch Motronic ME9.6 équipe la version Aero ; son couple de 400 N m est disponible dès 2 000 tr/min. Les deux moteurs utilisent les matières composites, notamment pour le couvre arbres à cames et le collecteur d'admission. La puissance est transmise via une boîte automatique Aisin-Warner à 6 rapports évolutive. Aucune motorisation diesel n'aura eu le temps d'apparaître.
- 2.8t V6 de 2 792 cm3, 300 ch (221 kW), 400 N m - Aero
- 3.0i V6 de 2 997 cm3, 265 ch (195 kW), 302 N m

La transmission intégrale utilise la technologie Cross Wheel Drive (XWD) développée conjointement avec le suédois Haldex, et le différentiel à glissement limité eLSD.

## Finitions
- Arc
- Aero